# Xorides caerulescens
Xorides caerulescens är en stekelart som först beskrevs av Morley 1913.  Xorides caerulescens ingår i släktet Xorides och familjen brokparasitsteklar. Inga underarter finns listade i Catalogue of Life.